# US Open 2020 (gra podwójna na quadach)
US Open 2020 – gra podwójna na quadach – zawody deblowe na quadach, rozgrywane w ramach drugiego w sezonie wielkoszlemowego turnieju tenisowego, US Open. Zmagania miały miejsce dnia 12 września na twardych kortach USTA Billie Jean King National Tennis Center w Nowym Jorku.

## Zawodnicy rozstawieni
| Numer | Tenisiści                     | Osiągnięcie |
| ----- | ----------------------------- | ----------- |
| 01    | Dylan Alcott Andrew Lapthorne | zwycięstwo  |
| 02    | Sam Schröder David Wagner     | finał       |

## Drabinka

#### Klucz
- w/o – walkower
- k – krecz
- d – dyskwalifikacja
- Q – kwalifikant
- WC – dzika karta
- LL – szczęśliwy przegrany
- Alt – zawodnik zastępczy
- PR – ochrona rankingu
- SE – specjalna przepustka
- ITF – ranking ITF
- JE – ranking juniorski

### Faza finałowa
|  |       |                               |   |   |    |
|  | Finał |                               |   |   |    |
|  |       |                               |   |   |    |
|  |       |                               |   |   |    |
|  |       |                               |   |   |    |
|  | 1     | Dylan Alcott Andrew Lapthorne | 3 | 6 | 10 |
|  | 1     | Dylan Alcott Andrew Lapthorne | 3 | 6 | 10 |
|  | 2     | Sam Schröder David Wagner     | 6 | 4 | 8  |
|  | 2     | Sam Schröder David Wagner     | 6 | 4 | 8  |
|  |       |                               |   |   |    |

## Pula nagród
| Runda     | Punkty |
| Zwycięzcy | 800    |
| Finaliści | 100    |